# Ulcère de Dieulafoy
Pour les articles homonymes, voir Dieulafoy.
 (octobre 2023).
Si vous disposez d'ouvrages ou d'articles de référence ou si vous connaissez des sites web de qualité traitant du thème abordé ici, merci de compléter l'article en donnant les références utiles à sa vérifiabilité et en les liant à la section « Notes et références ».
L’ulcère de Dieulafoy est une lésion hémorragique de la muqueuse gastrique à l'origine d'hémorragies digestives (hautes le plus souvent). Elle fut décrite par le médecin et chirurgien Paul Georges Dieulafoy au XIXe siècle.

## Physiopathologie
La lésion résulte de la hernie d'une artériole à travers une petite zone de muqueuse gastrique déficiente ou fragile. La localisation préférentielle de ce type d'ulcère se trouve à moins de 6 centimètres de la jonction œso-gastrique au niveau de la petite courbure de l'estomac, bien que des lésions identiques aient été décrites dans la partie distale de l'estomac, dans l'intestin grêle, dans le côlon et dans le rectum.

## Diagnostic et traitement
L'endoscopie constitue le principal moyen de diagnostic et de traitement (efficace, sans risque et donnant de très bons résultats à long terme). On préfèrera souvent un traitement médical au traitement endoscopique, compte tenu de la morbidité que peut entraîner une endoscopie lors d'une hémorragie active.